# Hans Billian
Hans Billian (* 15. April 1918 in Breslau; † 18. Dezember 2007 in Gräfelfing; eigentlich Hans Joachim Hubert Backe ) war ein deutscher Schauspieler, Drehbuchautor, Filmregisseur und -produzent. Bekannt wurde er vor allem durch die pornografischen Filme, die er seit Beginn der 1970er-Jahre bis in die 1990er-Jahre drehte, darunter sein bekanntester Film Josefine Mutzenbacher – Wie sie wirklich war von 1976. Sein gesamtes Lebenswerk umfasst rund 35 Spielfilme, 60 verfilmte Drehbücher, 80 Kurzfilme und einige Romane.

## Leben
Als Jugendlicher wollte Billian Sänger werden. Im Breslauer Opernhaus sagte man ihm aber, seine Stimme sei noch nicht ganz ausgereift; er solle erst seinen Militärdienst absolvieren. Durch den ausbrechenden Zweiten Weltkrieg dauerte Billians Militärzeit neun Jahre. Nach Kriegsende wurde er zunächst Theaterschauspieler, da seine durch den Krieg geschädigte Stimme eine Gesangskarriere nicht mehr zuließ. Fünf Jahre arbeitete er als Schauspieler und Regie-Assistent u. a. am Hamburger Thalia Theater und in Wolfenbüttel. 1947 erhielt er eine Rolle in dem Kinofilm Arche Nora.
Da die Zukunftsaussichten als Theaterschauspieler schlecht waren, bewarb sich Billian um 1950 bei verschiedenen Filmproduktionsunternehmen für die Pressestelle und ähnliche Aufgaben. Seine Bewerbung bei der Constantin Film in Frankfurt am Main war erfolgreich; von 1950 bis 1961 verantwortete er dort als Produktionschef die deutschen Produktionen. 1961 hatte er von dieser Tätigkeit, bei der er sich „vorkam wie ein Beamter“, genug und beschloss, freier Autor und Regisseur zu werden.
Billian schrieb und drehte in den folgenden Jahren heitere Heimat- und Schlagerfilme wie So liebt und küßt man in Tirol (1961), Übermut im Salzkammergut (1963) oder Ich kauf mir lieber einen Tirolerhut (1965). 1967/68 arbeitete er erneut für die Constantin Film, dieses Mal als Chefdramaturg, wurde aber entlassen, weil er eines seiner von Constantin abgelehnten Drehbücher dem größten Konkurrenzunternehmen Gloria angeboten hatte. In den späten 1960ern begann er, Sexfilme zu schreiben und/oder zu drehen, wie Pudelnackt in Oberbayern (1969), Die Jungfrauen von Bumshausen (1970) oder Das Mädchen mit der heißen Masche (1972, mit Sybil Danning).
Ebenfalls Ende der 1960er-Jahre machte Billians damalige Freundin ihn auf das schwedische Unternehmen Venus Film aufmerksam, das (in Schweden zu diesem Zeitpunkt bereits erlaubte) pornografische Kurzfilme herstellen wollte. Billian stellte sich in Stockholm bei den Schweden vor und drehte in der Folge elf Kurzfilme von bis zu 15 Minuten Länge für sie. Er wollte sich damit ein zweites Standbein schaffen, da seiner Ansicht nach der deutsche Filmmarkt „allmählich den Berg runter ging“ und immer mehr Filmunternehmen pleitegingen. In Deutschland war Pornografie noch verboten, da er aber nur in Stockholm drehte, blieb alles legal.
Nach Freigabe der Pornografie in Deutschland im Jahre 1975 begann Billian, auch in Deutschland Pornofilme zu drehen. Er drehte zunächst mehrere Kurzfilme von rund 20 bis 22 Minuten Länge, wie Sanitätsgefreiter Neumann, Venus in Seide und Die Wirtin von der Lahn. 1975 folgte der erste abendfüllende Porno-Spielfilm, der sowohl als Soft- als auch als Hardcore-Version gedreht wurde und in ersterer Im Gasthaus zum scharfen Hirschen, in letzterer Bienenstich im Liebesnest (auch: Zimmermädchen machen es gern) hieß. 1976 folgte der erste Teil von Josefine Mutzenbacher – Wie sie wirklich war, Billians erfolgreichster Porno, der allgemein auch als sein bester angesehen wird. Die Hauptrolle übernahm Billians damalige Freundin Patricia Rhomberg. Produzent des Films war Gunter Otto, der schon erfolgreich die Lederhosenfilme und die Filmreihe Laß jucken, Kumpel gemacht und mit dem Billian schon bei einem seiner Sexfilme zusammengearbeitet hatte. Es folgten fünf weitere Filme von Billian und Otto. Billian wollte auch eine Fortsetzung des Mutzenbacher-Films machen, die Otto aber nicht finanzieren konnte, worauf Billian die Fortsetzung Die Beichte der Josefine Mutzenbacher 1979 mit Geld der Bochumer Filmfirma Starlight selbst produzierte. Otto brachte 1980 seine eigene Fortsetzung heraus, den zweiten Teil von Josefine Mutzenbacher – Wie sie wirklich war. Beide ließen weitere Fortsetzungen folgen. Billian drehte in dieser Zeit außerdem noch weitere Pornofilme wie Kasimir der Kuckuckskleber (1977).
Billian drehte noch bis in die zweite Hälfte der 1990er-Jahre Pornovideos für das Bochumer Unternehmen Starlight (Tabu), beklagte sich aber darüber, dass die Produzenten versuchten, mit immer geringeren Budgets auszukommen, was auch die Qualität der Filme sinken lasse. Er drehte auch ein Video für VTO, zerstritt sich aber rasch mit Teresa Orlowskis damaligem Ehemann und Produzenten Hans Moser (alias Sascha Alexander). Spät im Leben trat er als Fernsehschauspieler in zwei Folgen von Aktenzeichen XY … ungelöst auf (Nr. 262 und 283).

## Filmografie (Auswahl)

### Regie
- 1963: Übermut im Salzkammergut
- 1964: Die lustigen Weiber von Tirol
- 1965: Ich kauf mir lieber einen Tirolerhut
- 1966: Das Spukschloß im Salzkammergut
- 1969: Pudelnackt in Oberbayern
- 1969: Die Jungfrauen von Bumshausen
- 1970: Die fleißigen Bienen vom fröhlichen Bock
- 1970: Hörig bis zur letzten Sünde (gedreht 1967)
- 1972: Das Mädchen mit der heißen Masche
- 1972: Verführerinnen-Report
- 1973: Liebesjagd durch sieben Betten
- 1974: Oktoberfest! Da kann man fest…
- 1975: Komm auf den Teppich, Luise (Kurzfilm)
- 1975: Liebestolle Nichten (Kurzfilm)
- 1975: Im Gasthaus zum scharfen Hirschen
- 1975: Freunde der Nacht (Kurzfilm)
- 1975: Puss (Kurzfilm)
- 1976: Josefine Mutzenbacher – Wie sie wirklich war
- 1976: Die Wirtin von der Lahn (Kurzfilm)
- 1977: Kasimir der Kuckuckskleber
- 1978: Der Spießer (Kurzfilm)
- 1978: Die Beichte der Josefine Mutzenbacher
- 1978: Bettgeflüster (Kurzfilm)
- 1979: Rosemarie's Schleckerland
- 1979: Heiße Löcher, geile Stecher
- 1980: Das Haus der geheimen Lüste
- 1980: Intime Liebschaften
- 1980: Im Liebesnest der Hippiemädchen
- 1981: Aus dem Tagebuch der Josefine Mutzenbacher
- 1987: Die Liebesschule der Josefine Mutzenbacher
- 1989: Eine verdammt heisse Braut 1 & 2
- 1992: Josefine Mutzenbacher – Manche mögen’s heiß
- 1996: Familie Immerscharf (Teil 1 – 8)

### Drehbuch
- 1961: Am Sonntag will mein Süßer mit mir segeln gehn
- 1961: So liebt und küßt man in Tirol
- 1962: Wilde Wasser
- 1963: Übermut im Salzkammergut
- 1964: Holiday in St. Tropez
- 1964: Die lustigen Weiber von Tirol
- 1964: Die Goldsucher von Arkansas
- 1965: Tausend Takte Übermut
- 1965: Ich kauf mir lieber einen Tirolerhut
- 1966: Komm mit zur blauen Adria
- 1966: Das Spukschloß im Salzkammergut
- 1969: Pudelnackt in Oberbayern
- 1969: Hugo, der Weiberschreck
- 1969: Rat mal, wer heut bei uns schläft…?
- 1970: Die Jungfrauen von Bumshausen
- 1970: Die fleißigen Bienen vom fröhlichen Bock
- 1972: Das Mädchen mit der heißen Masche
- 1972: Die liebestollen Apothekerstöchter
- 1972: Verführerinnen-Report
- 1973: Mädchen auf Stellungssuche – Der Hostessen-Sex-Report
- 1973: Liebesjagd durch sieben Betten
- 1974: Oktoberfest! Da kann man fest…
- 1975: Zimmermädchen machen es gern
- 1976: Josefine Mutzenbacher – Wie sie wirklich war
- 1978: Die Beichte der Josefine Mutzenbacher
- 1980: Das Haus der geheimen Lüste
- 1980: Im Liebesnest der Hippiemädchen
- 1981: Aus dem Tagebuch der Josefine Mutzenbacher
- 1985: Foxy Lady 3
- 1987: Die Liebesschule der Josefine Mutzenbacher
- 1992: Josefine Mutzenbacher – Manche mögen’s heiß
- 1994: Drei Mösen auf Männerjagd
- 1995: Die hilfreiche Nachtschwester

### Schriften
- Der Filmemacher. 2 Bände. Verlag Andreas Zettner KG, Würzburg 1994/1995, Verlagsnummer 090034 und 090035, DNB 948949287